# Grand Astazou
Le Grand Astazou, ou Astazou oriental, est un sommet des Pyrénées situé sur la frontière franco-espagnole et qui culmine à 3 071 mètres d'altitude dans le massif du Mont-Perdu.

## Géographie

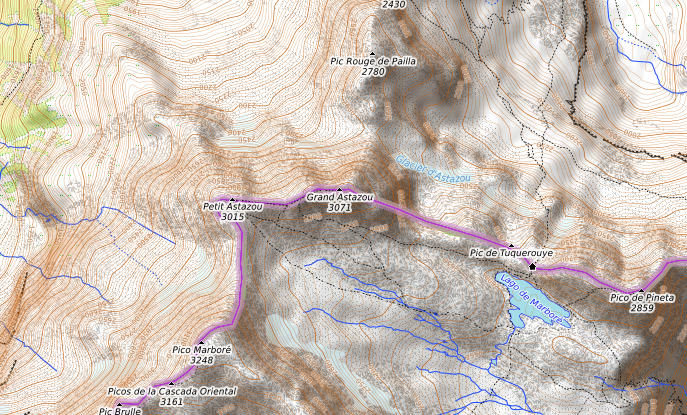
Carte topographique du Grand Astazou.

### Topographie
Situé dans le département des Hautes-Pyrénées, près de Gavarnie dans le canton de la Vallée des Gaves, il fait partie de la ceinture du cirque de Gavarnie et du parc national des Pyrénées.

### Hydrographie
Le sommet délimite la ligne de partage des eaux entre le bassin de l'Adour, qui se déverse dans l'Atlantique côté nord, et le bassin de l'Èbre, qui coule vers la Méditerranée côté sud.